# Nigel Williams-Goss
Nigel Williams-Goss, né le 16 septembre 1994 à Happy Valley dans l'Oregon, est un joueur américain de basket-ball qui évolue aux postes de meneur et arrière. Il mesure 1,87 m.

## Biographie
Nigel va au lycée de Findlay Prep à Henderson dans le Nevada.
Il rejoint ensuite l'équipe universitaire des Huskies de Washington, il y joue deux saisons mais est transféré en mars 2015 vers les Bulldogs de Gonzaga. Il rejoint l'effectif à partir de la saison 2016-2017 où il atteint la finale universitaire.
Le 18 avril 2017, il se déclare candidat à la draft 2017 de la NBA. Il est sélectionné en 55e position par le Jazz de l'Utah. Cependant, il ne signe pas de contrat avec le Jazz et part en Europe où il signe avec le Partizan Belgrade en Serbie.
En février 2018, Williams-Goss remporte la coupe de Serbie et est nommé MVP de la compétition.
Williams-Goss réalise une très bonne première saison au niveau professionnel et en juillet 2018, il rejoint l'Olympiakós pour un contrat de plusieurs années.
Le 15 juillet 2019, Williams-Goss quitte l'Olympiakós après négociations pour racheter son contrat et s'engage ensuite avec le Jazz de l'Utah avec lequel il signe un contrat de trois saisons pour 4,8 millions de dollars,,. Il est licencié par le Jazz le 15 décembre 2020.
Il rejoint le Lokomotiv Kouban-Krasnodar en janvier 2021,.
En juillet 2021, Williams-Goss s'engage pour deux saisons avec le Real Madrid.

## Palmarès
- Champion d'Espagne en 2022
- Champion de Grèce en 2025

## Records personnels sur une rencontre NBA
| Type de statistique        | Saison régulière | Saison régulière      | Saison régulière  | Playoffs | Playoffs            | Playoffs     |
| Type de statistique        | Record           | Adversaire            | Date              | Record   | Adversaire          | Date         |
| -------------------------- | ---------------- | --------------------- | ----------------- | -------- | ------------------- | ------------ |
| Points                     | 10               | Spurs de San Antonio  | 13 août 2020      | -        | -                   | -            |
| Paniers marqués            | 4                | Spurs de San Antonio  | 13 août 2020      | -        | -                   | -            |
| Paniers tentés             | 9                | Spurs de San Antonio  | 13 août 2020      | -        | -                   | -            |
| Paniers à 3 points réussis | 2                | Spurs de San Antonio  | 13 août 2020      | -        | -                   | -            |
| Paniers à 3 points tentés  | 5                | Spurs de San Antonio  | 13 août 2020      | -        | -                   | -            |
| Lancers francs réussis     | 2                | @ Raptors de Toronto  | 1er décembre 2019 | -        | -                   | -            |
| Lancers francs tentés      | 2                | @ Raptors de Toronto  | 1er décembre 2019 | -        | -                   | -            |
| Rebonds offensifs          | 1                | 2 fois                | 2 fois            | -        | -                   | -            |
| Rebonds défensifs          | 1                | 4 fois                | 4 fois            | -        | -                   | -            |
| Rebonds totaux             | 2                | 2 fois                | 2 fois            | -        | -                   | -            |
| Passes décisives           | 2                | Pistons de Détroit    | 30 décembre 2019  | 1        | @ Nuggets de Denver | 19 août 2020 |
| Interceptions              | 2                | Spurs de San Antonio  | 13 août 2020      | -        | -                   | -            |
| Contres                    | 1                | Lakers de Los Angeles | 4 décembre 2019   | -        | -                   | -            |
| Balles perdues             | 1                | 3 fois                | 3 fois            | -        | -                   | -            |
| Minutes jouées             | 22               | Spurs de San Antonio  | 13 août 2020      | 2        | @ Nuggets de Denver | 19 août 2020 |

- Double-double : 0
- Triple-double : 0

Dernière mise à jour : 26 août 2020

## Salaires
| Année       | Équipe         | Salaire     |
| ----------- | -------------- | ----------- |
| 2019-2020   | Jazz de l'Utah | 1 500 000 $ |
| Total Gains | Total Gains    | 1 500 000 $ |
| 2020-2021   | Jazz de l'Utah | 1 517 981 $ |
| 2021-2022   | Jazz de l'Utah | 1 782 621 $ |